# Centro médico regional San Juan
El Centro médico regional San Juan (en inglés: San Juan Regional Medical Center) es un Centro de Trauma con una capacidad de 250 camas, de nivel III que proporciona atención médica a todos los rincones de la región de Nuevo México, Arizona, Utah y Colorado. En octubre de 2010, el centro recibió una acreditación de tres años por la organización Det Norske Veritas (DNV). La institución fue evaluada en la calidad del hospital, y la innovación y la mejora del rendimiento continuo. Al participar en estas actividades regularmente, esta en condiciones de ofrecer medicina personalizada a la comunidad.